# Fiat 525
La Fiat 525 è un'autovettura prodotta dalla Fiat dal 1928 al 1931.

## La vettura
È stato il modello successore della Fiat 512. Rispetto all'antenata era più spaziosa. Inizialmente fu previsto, per sostituire la “512”, un modello da 8 cilindri, chiamata Fiat 530; solo in seguito fu deciso di puntare sulla “525”. La prima serie aveva le seguenti dimensioni: 5000 mm di lunghezza, 1780 mm di larghezza, 1802 mm d'altezza e 3400 mm di passo. Raggiungeva i 97 km/h.
Furono prodotte altre tre versioni, la “525 N”, la “525 S” e la “525 SS”:
- 525N: già l'anno successivo al lancio fu prodotto il modello aggiornato, la “525 N”. Aveva le seguenti dimensioni: 4700 mm di lunghezza, 1700 mm di larghezza, 1775 mm d'altezza e 3260 mm di passo. Raggiungeva i 101 km/h[1]. Il telaio fu accorciato e furono applicate molte innovazioni tecnologiche. Ne furono prodotti 1784 esemplari e fu fabbricata fino al 1931. Molti dei modelli prodotti furono esportati.
- 525 S e 525 SS: erano le versioni sportive. Avevano un motore più potente e un telaio più corto. La “525 S” aveva le seguenti dimensioni: 4550 mm di lunghezza, 1700 mm di larghezza, 1758 mm d'altezza e 3400 mm di passo[1]. La “525 SS” fu prodotta dal 1928 al 1930 mentre la “525 S” fino al 1931. Il propulsore della “525 SS” erogava 89 hp di potenza. La “525 S” raggiungeva i 107 km/h[1]. Furono assemblati più di 2100 esemplari.

Della prima versione furono prodotti 511 esemplari più una vettura per il Papa. In totale furono fabbricate 4400 automobili.
Per tutte le versioni, il cambio era a quattro rapporti manuale. I freni erano idraulici sulle quattro ruote.
Furono prodotte quattro tipi di “525”, berlina a quattro porte, cabriolet a due e quattro porte e spider a due porte.

## Motori

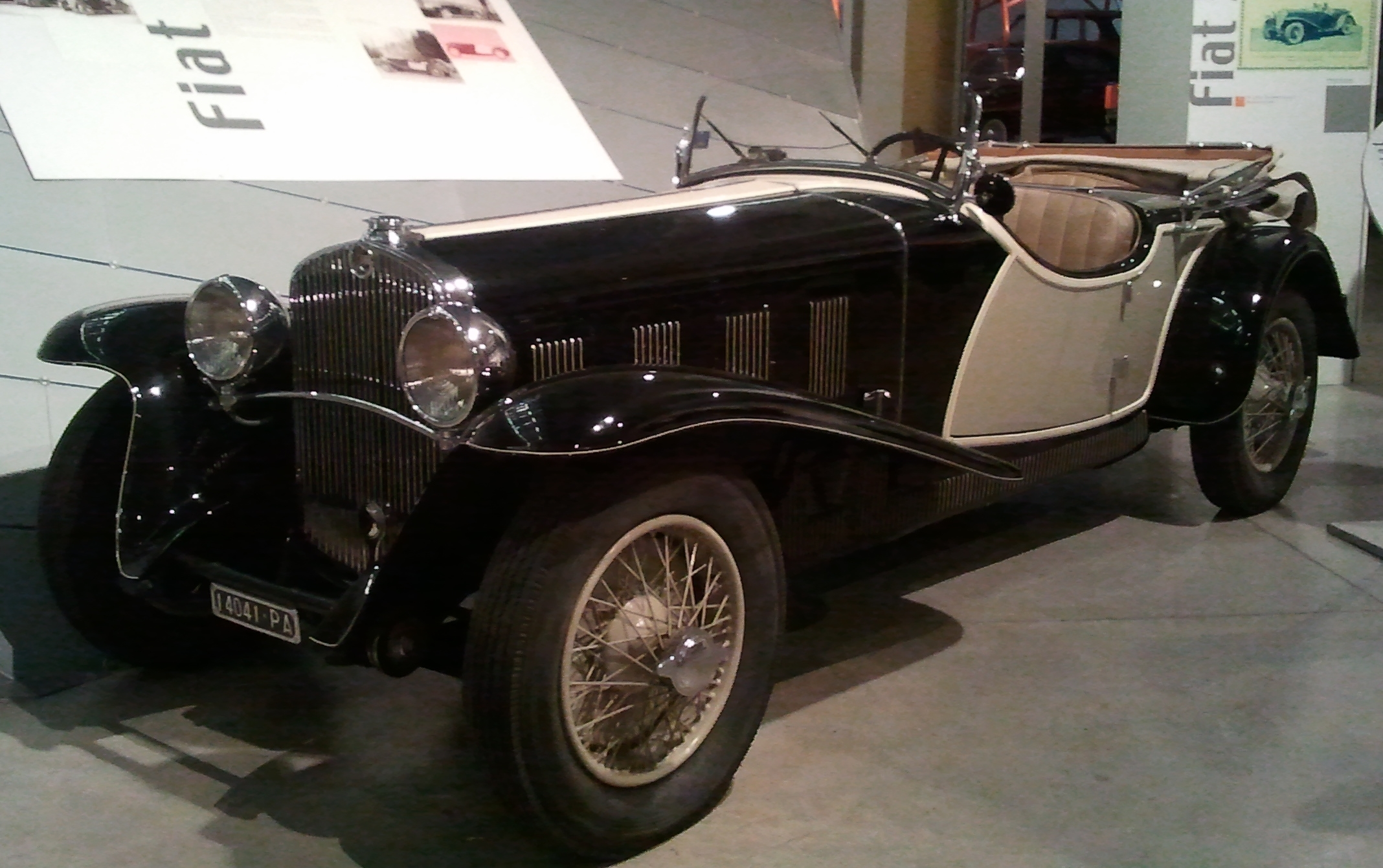
Fiat 525 SS

| Modello | Anni    | Motore                                       | Cilindrata | Potenza | Alimentazione       |
| ------- | ------- | -------------------------------------------- | ---------- | ------- | ------------------- |
| 525     | 1927-29 | in linea a sei cilindri con valvole laterali | 3739 cm³   | 69 hp   | carburatore singolo |
| 525 SS  | 1928-30 | in linea a sei cilindri con valvole laterali | 3739 cc    | 89 hp   | carburatore singolo |